# Fédération des sports du Danemark
La Fédération des sports du Danemark (en danois, Danmarks Idrætsforbund, DIF) est l'organisation sportive du Danemark qui sert de Comité national olympique. Elle a été fondée en 1905. Elle siège à Brøndby et est présidée par Niels Nygaard.